# Kökényes
Kökényes, o anche Kuknis, (in latino Quuchinus o Quinquenus) (... – dopo il 1150), è stato un arcivescovo cattolico ungherese che ricoprì la carica di arcivescovo di Esztergom intorno al 1150.

## Biografia
Basandosi sul suo nome, è possibile ipotizzare che Kökényes apparteneva alla famiglia dei Kökényesradnót e che era parzialmente di etnia spagnola o francese. È ipotizzabile inoltre che suo nipote fosse Mikod, vescovo di Győr. Lo storico Gyula Pauler ha identificato la sua persona con il prevosto Quuchinus, il quale compare in un documento reale il cui anno di emissione non è noto, ricollegandolo in particolare a quando il re Géza II confermò le donazioni di suo padre Béla II all'abbazia di Csatár.
Vi è soltanto una fonte ritenuta attendibile, ovvero la Cronaca di Kiev del 1200 circa, la quale menziona il suo primato. Stando a quanto riferito, quando Géza II guidò il suo esercito contro Vladimirko di Galizia nell'autunno del 1150, egli espugnò Sanok, ma Vladimirko corruppe il gruppo di nobili ungheresi al seguito del monarca, tra cui l'arcivescovo "Kuknis" (in ungherese Kuknyis). Ciò fece sì Géza si convincesse su consiglio dell'arcivescovo a lasciare la Galizia prima di novembre. Le informazioni riferite permettono di avvalorare maggiormente l'ipotesi secondo cui gli arcivescovi più importanti godevano di una grossa influenza alla corte reale ungherese.
(Cronaca di Kiev)
Secondo una carta non autentica e risalente forse al 1145, Kökényes (riportato nella forma «Quinquenus») stava già in quel momento ricoprendo il ruolo di arcivescovo di Esztergom. Tuttavia il documento (una lettera di donazione reale), che si è rivelato un falso risalente al XV secolo, contiene diversi elementi anacronistici e l'elenco di testimoni riportati riflette quanto si conosceva sulla situazione politica del 1148-1150. Kökényes morì verosimilmente nel 1150 o nel 1151; egli aveva ricoperto la carica di arcivescovo per un lasso di tempo assai breve, considerando che risulta certo che già nel 1151 gli succedette Martirio.